# Ferrovia di Cáceres
La ferrovia di Cáceres (in portoghese Ramal de Cáceres) era una relazione ferroviaria del Portogallo a scartamento iberico non elettrificata, che collegava la stazione di Torre das Vargens, sulla ferrovia dell'Est, alla frontiera spagnola in quella di Marvão-Beirã coprendo la distanza di 72,4 km. Aperta all'esercizio il 15 ottobre 1879 ma inaugurata ufficialmente il 6 giugno 1880 fu definitivamente chiusa il 15 agosto 2012.

## Storia

### Prodromi
Sin dai primi tentativi di pianificazione delle linee ferroviarie di Estremadura, in Spagna, tra 1845 e 1846 si delineò per collegare Madrid al confine con il Portogallo, il passaggio da Badajoz e da Caceres. La ferrovia dell'Est per Badajoz fu incorporata nel 1866 anche se con un percorso tortuoso in territorio spagnolo per collegare le due capitali iberiche.
Un rapporto dall'ingegnere francese Wattier sosteneva la necessità di costruzione di una diramazione della linea dell'Est che, passando per Caceres, puntasse su Madrid evitando la lunga dorsale per Badajoz e Ciudad Real.
Il documento indicava anche un percorso alternativo nella tratta tra Abrantes e Badajoz, passando per Gavião, Alpalhão e Portalegre, che avrebbe facilitato la connessione a Caceres ma attraversando uno dei più difficili siti dell'entroterra portoghese
.

### Progetto e costruzione della ferrovia

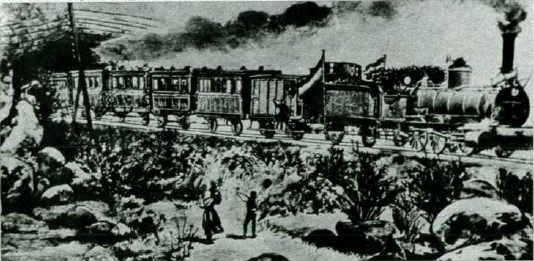
Treno inaugurale del collegamento diretto tra Madrid e il Portogallo

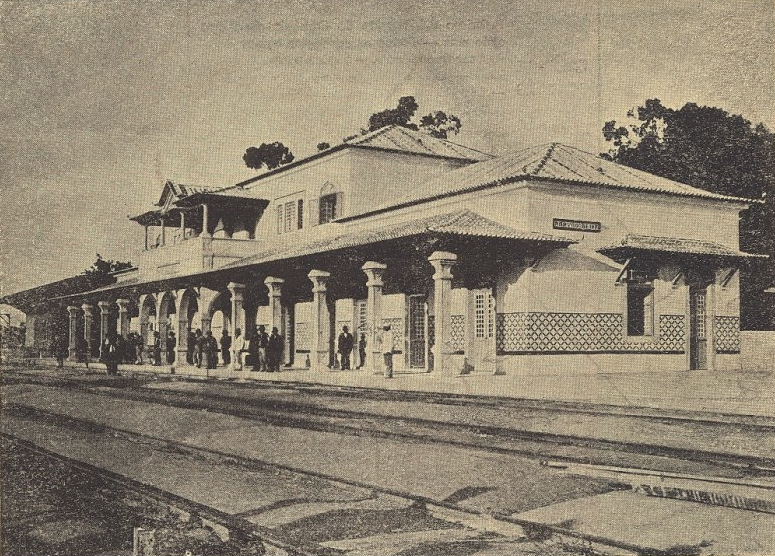
Stazione di Marvao-Beira dopo la ricostruzione del 1926

Fu deciso di costruire la linea già pianificata di Caceres affidandola a due società: la Compañia del Ferrocarril del Tajo sarebbe stata responsabile della linea tra Madrid e Malpartida de Plasencia e la Sociedad de los Ferrocarriles de Cáceres a Malpartida y a la frontera portuguesa avrebbe costruito la tratta fino al confine portoghese. Tale parte venne ancora suddivisa in due concessioni: una relativa alla tratta Malpartida-Cáceres e l'altra da tale località fino alla frontiera.
Tuttavia i piani furono cambiati e la ferrovia fu prevista dalla capitale spagnola fino a Cáceres ma nella stazione Arroyo, distante, posta tra la città e il confine.
La Sociedad de los Ferrocarriles de Cáceres a Malpartida y a la frontera portuguesa era costituita di un variegato gruppo di investitori spagnoli e portoghesi tra i quali era la Companhia Real dos Caminhos de Ferro Portugueses il cui interesse preminente era quello di trasportare al porto di Lisbona i fosfati delle miniere di Cáceres con la cui impresa mineraria era stato siglato un contratto.
La prima tratta del Caminho de Ferro de Madrid a Cáceres e Portugal, tra la capitale spagnola e Torrijos, fu aperta il 20 giugno 1876.
Il 19 aprile 1877 la Companhia Real ottenne la concessione per costruire, a proprie spese, la sezione portoghese iniziando i lavori il 15 luglio 1878. Alla fine del 1879 erano già in funzione alcuni tratti mentre l'inaugurazione avvenne il 6 giugno 1880. La costruzione di questo tratto lungo Vale do Peso comportò la demolizione di parte dell'Eremo di Santa Eulalia non senza opposizioni.
Il 22 novembre 1880, a Parigi, un'assemblea dei soci deliberò lo scioglimento della Sociedad de los Ferrocarriles de Cáceres a Malpartida y a la frontera portuguesa e che la Compañia del Ferrocarril del Tajo fosse incorporata in una nuova società responsabile di entrambe le linee; quest'ultima fu costituita il 7 dicembre a Madrid con il nome di Compañia del Ferrocarril de Madrid a Cáceres y Portugal. La tratta tra Valência de Alcântara e Cáceres era entrata in servizio il 15 ottobre.

### Collegamenti diretti con Madrid
Il collegamento tra la capitale spagnola e Valencia de Alcántara fu inaugurato ufficialmente l'8 ottobre 1881 alla presenza di Luigi I del Portogallo e di Alfonso XII di Spagna al completamento dei lavori fino a Cáceres.
Prima che fosse realizzato il Ramal de Cáceres si era deciso di sfruttare parte del percorso della ferrovia della Beira Bassa per il collegamento ferroviario tra Lisbona e Madrid.
Lo stesso giorno iniziò un collegamento tra Arroyo e Malpartida de Plasencia; il collegamento con Madrid si realizzò il 20 ottobre alla conclusione dei lavori tra Malpartida e La Bazagona. Il 22 dello stesso mese la Companhia Real iniziò l'esercizio della linea che continuò mediante la  Compañia de Madrid a Cáceres y Portugal.
Tale nuovo itinerario, tra Lisbona e Madrid, era più breve e più veloce rispetto a quello, via ferrovia dell'Est pertanto vi vennero instradati alcuni servizi internazionali di trasporto di passeggeri, anche se non era il più adatto allo scopo visto il carattere prettamente industriale della linea.
Nel 1885 fu deciso di lasciare alla 'Compañia de Madrid a Caceres y Portugal' l'esercizio della linea ma questa dovette rinunciarvi nel 1891 a causa di una situazione economica difficile; al fine di evitare l'interruzione della circolazione ferroviaria gli investitori francesi integrarono nel 1893, tale azienda nella 'Compañia de Explotación de los Ferrocarriles de Madrid a Caceres y Portugal, y da ovest'.
Alla fine del XIX secolo pochi passeggeri utilizzavano tale relazione e il proseguimento fino a Madrid preferendo altri itinerari; la Companhia Real istituì una tariffa speciale ridotta per attrarre viaggiatori senza successo.

### XX secolo

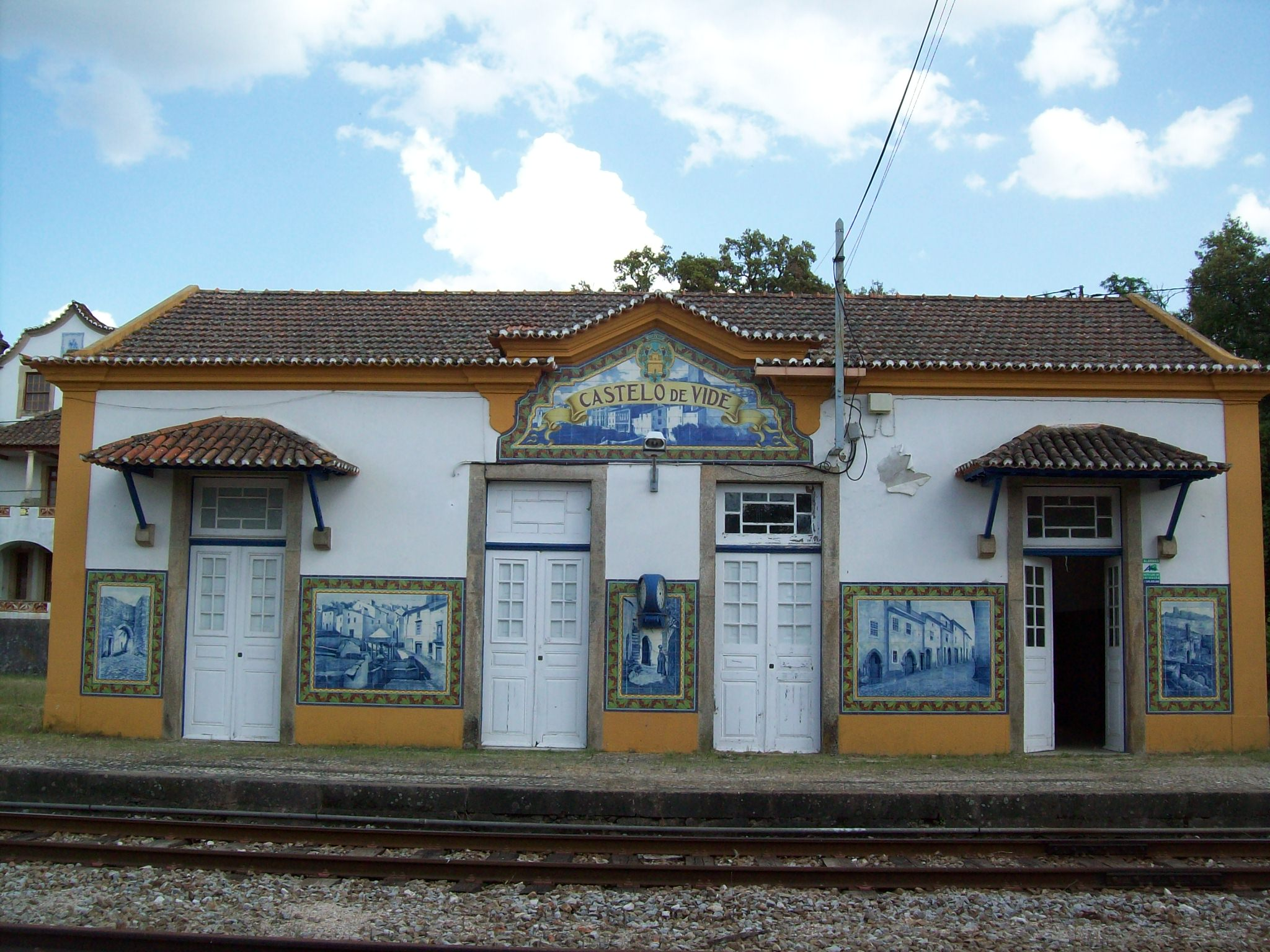
Stazione dismessa di Castelo de Vide

Nel 1928, la Compañia de Explotación de los Ferrocarriles de Madrid a Cáceres y Portugal, y de Oeste fu rilevata dallo stato spagnolo e incorporata nella  Compañia Nacional de los Ferrocarriles del Oeste de España che nel 1941 sarà integrata insieme a tutte le ferrovie a scartamento largo nella Red Nacional de los Ferrocarriles Españoles.
Nel 1967 su questa linea e sulle ferrovie dell'Est e della Beira Alta circolavano convogli per trasporto di grano diretto in Portogallo in seguito ad un trattato commerciale tra i due paesi iberici.
Il 23 maggio 1971 fu attivata la variante di Casar de Cáceres che cambiò il tracciato tra Madrid e Lisbona facendolo passando per la città di Cáceres; alla cerimonia inaugurale del 22 giugno parteciparono Juan Carlos di Spagna e Sofia di Grecia.
Nel 1995 la linea era ridotta ad un ruolo secondario nell'ambito della rete e vi circolavano solamente automotrici della Serie 0100.

### Collegamenti previsti con altre linee

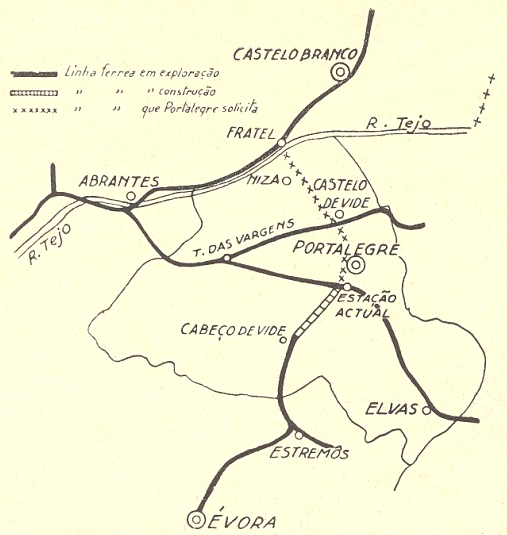
Progetto di estensione Fratel-Portalegre-Estremoz (non realizzato)

Nel 1927, una commissione creata per la revisione della rete ferroviaria propose la costruzione di una linea dalla stazione di Fratel, sulla ferrovia della Beira Bassa a Estremoz, sulla linea di Évora, attraversando la ferrovia di Cáceres nella stazione di Castelo de Vide e passando attraverso la città di Portalegre. Il progetto fu contestato dalle autorità militari per cui il governo incluse nel piano solo il tronco Estremoz-Portalegre.

### Calo del traffico e chiusura
I dati statistici delle Comboios de Portugal, relativi al 2010, rilevavano per il "Ramal de Cáceres" un totale di 4331 passeggeri; in media 16 al giorno, 4 per ciascun treno.
Il 1º febbraio 2011 le CP soppressero il servizio passeggeri regionale sulla linea; rimasero in circolazione sulla linea i treni internazionali "Lusitânia Comboio Hotel".
Nel documento ufficiale del governo, denominato "Plano Estratégico de Transportes", dell'ottobre 2011 venne annunciata l'intenzione di modificare il percorso dei pochi convogli rimasti in orario instradandoli sulla ferrovia della Beira Alta allo scopo di chiudere all'esercizio il "Ramal de Cáceres" alla fine dell'anno. In seguito all'approvazione Rede Ferroviária Nacional predispose la chiusura della linea per il 15 agosto 2012 instradando il Lusitânia Expresso sulla "Linha da Beira Alta".

## Servizi di prestigio sulla linea
La linea è stata utilizzata nel tempo da varie relazioni internazionali quali il TER Lisboa Expresso, il Talgo Luís de Camões e il Lusitânia Expresso.
|  | Unknown route-map component "STR+l" | Unknown route-map component "CONTfq" |

|  | Unknown route-map component "eBHF" |

| Unknown route-map component "CONTgq" | Unknown route-map component "xABZgr" |  |

| Unknown route-map component "exHST" |

| Unknown route-map component "exHST" |

|  | Unknown route-map component "exBHF" |

| Unknown route-map component "exCONTgq" | Unknown route-map component "exABZg+r" |  |

|  | Unknown route-map component "exBHF" |

|  | Unknown route-map component "exABZgl" | Unknown route-map component "exCONTfq" |

| Unknown route-map component "lBLG-L" | Unknown route-map component "exBUE" |  |

|  | Unknown route-map component "exBHF" |

| Unknown route-map component "exhKRZWae+GRZq" |

|  | Unknown route-map component "exCONTf" |